# زمبین
زمبین (به لاتین: Zembin) یک منطقهٔ مسکونی در بلاروس است که در منطقه مینسک واقع شده‌است. زمبین ۷۱۳ نفر جمعیت دارد.